# Klingenthal (Bas-Rhin)
Klingenthal es un pueblo francés situado en las comunas de Bœrsch y Ottrott, en el departamento del Bajo Rin, en la región de Grand Est, anteriormente región de Alsacia.
El pueblo está situado en el distrito de Molsheim, a siete kilómetros de la ciudad de Obernai. 
Klingenthal es famoso por su antigua fábrica de armas blancas fundada en el siglo XVIII.  
Hay muchas huellas de su glorioso pasado que hicieron toda la ciudad para vivir en su tiempo.

## Enlaces externos

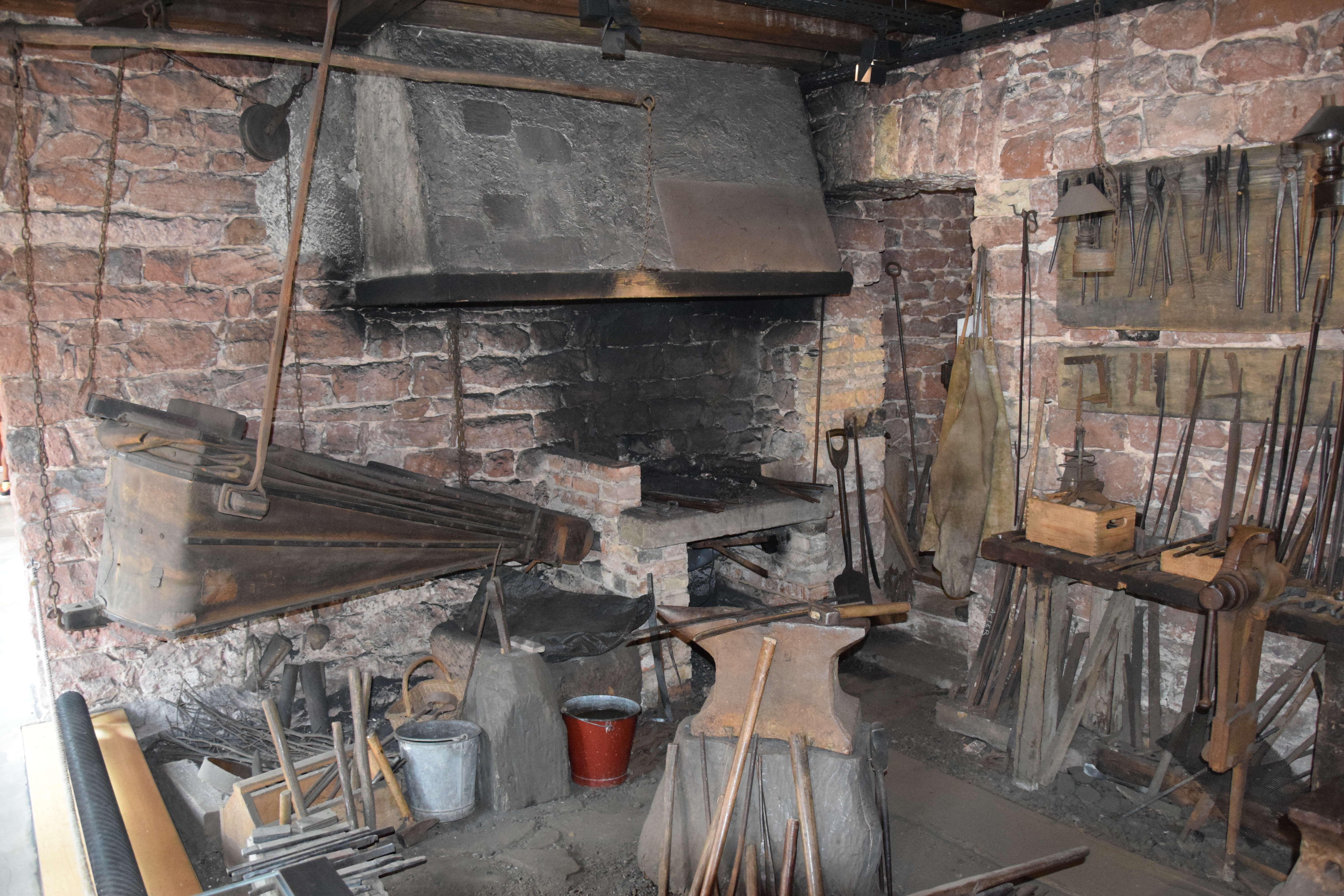
Casa de la Manufactura de Armas Blancas de Klingenthal (Museo)
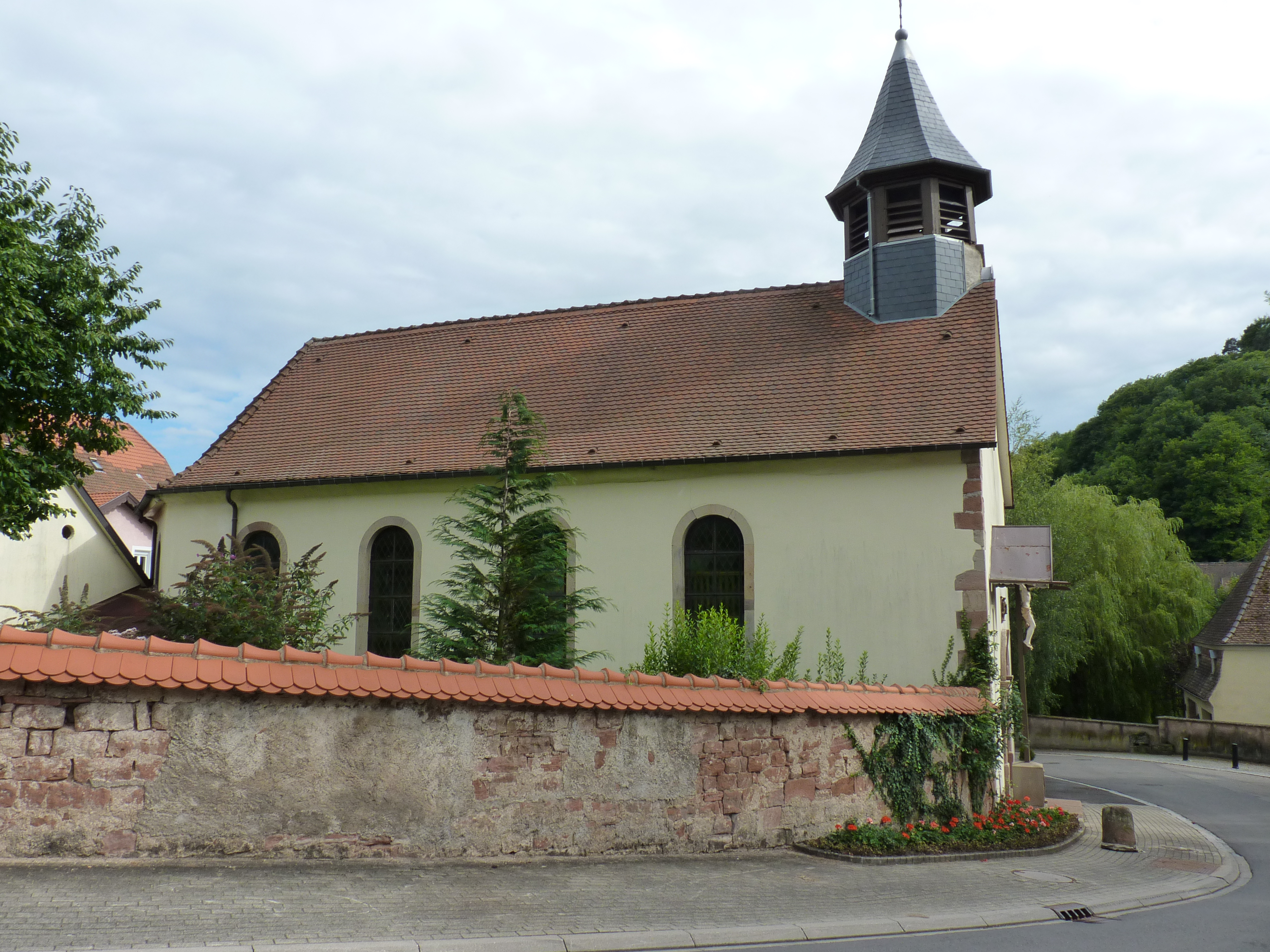
Iglesia católica de San Luis (Saint-Louis)
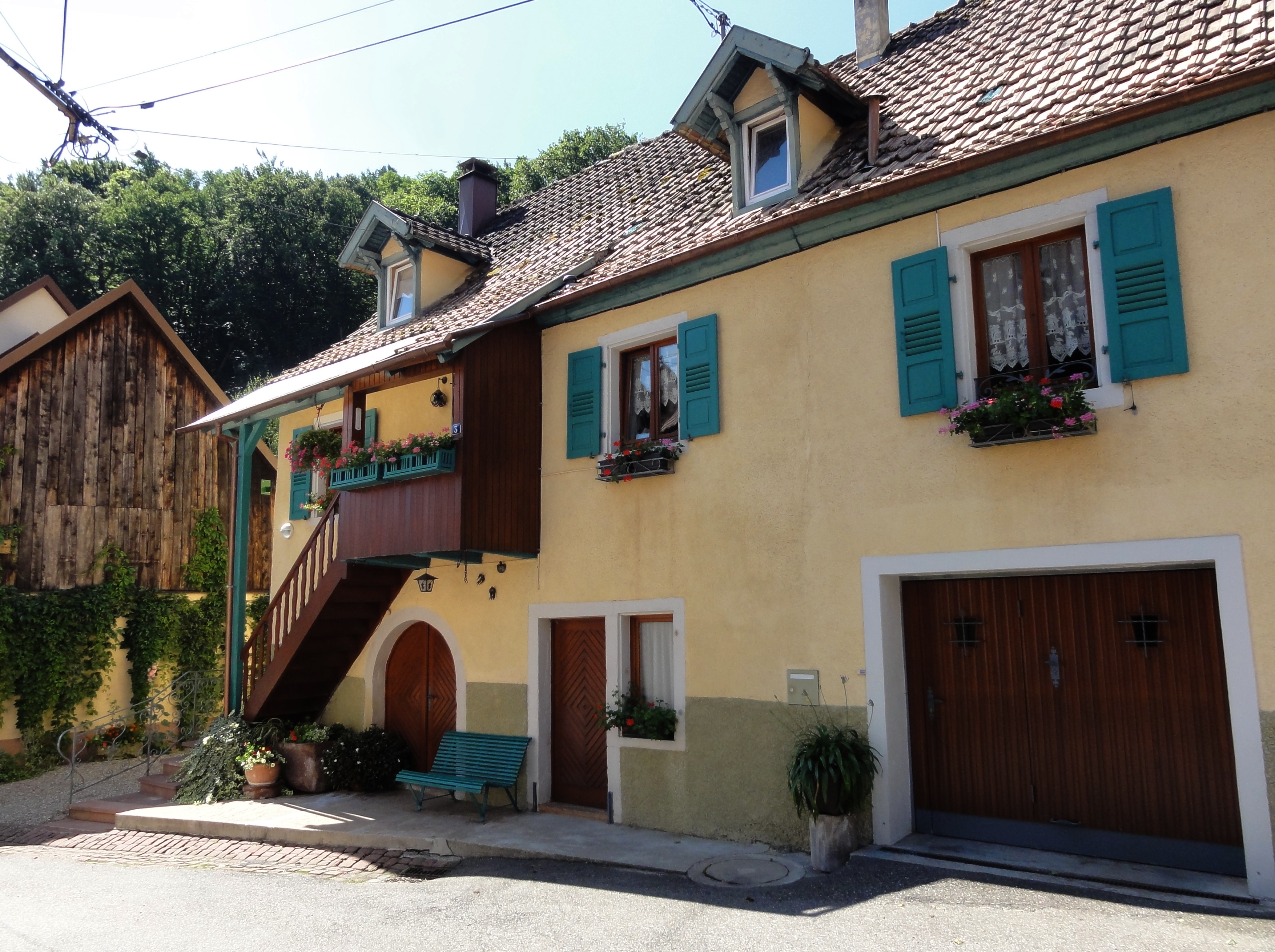
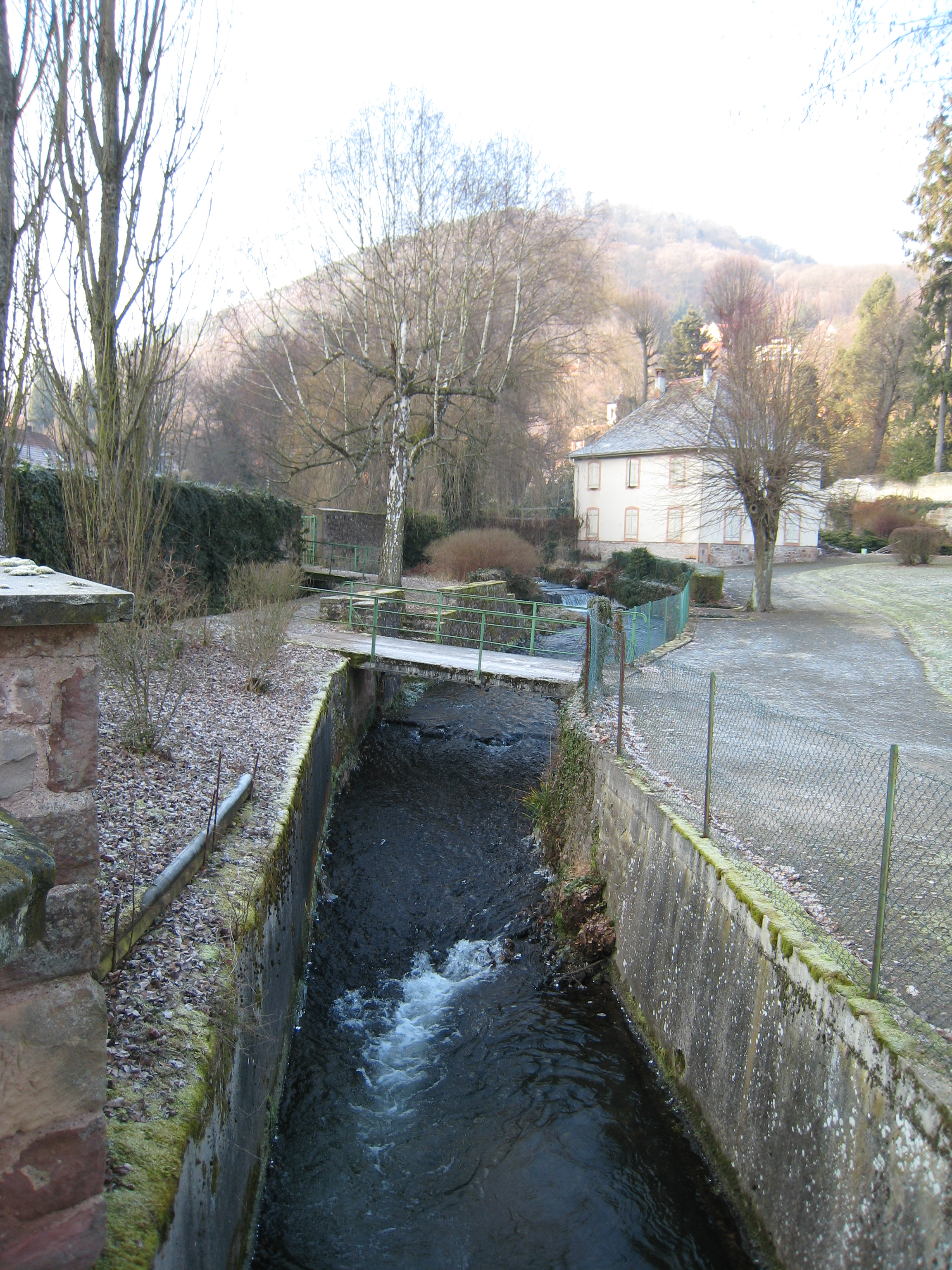
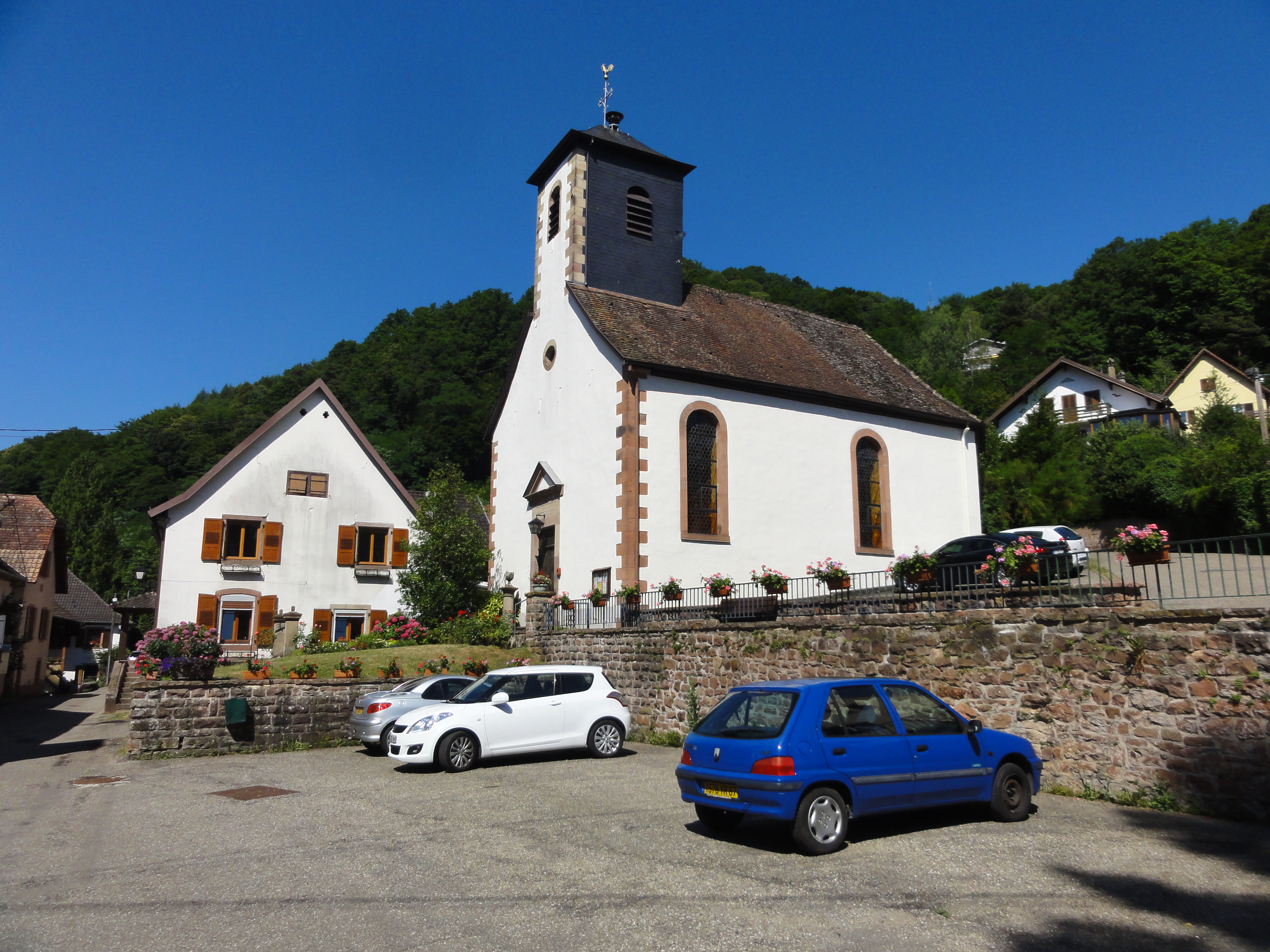
Iglesia protestante